# Kosmos 60
A Kosmos 60 ou Luna E-6 No.9, (em russo: Космос 60, significado Cosmos 60), identificada pela NASA como 1965-018A, foi uma das doze missões usando a plataforma E-6, para o Programa Luna (um projeto soviético), tinha como objetivo, efetuar um pouso suave na Lua.
A Kosmos 60, pesando 1.422 kg, foi lançada as 09:36:00 UTC de 12 de Março de 1965, por um foguete Molniya (8K78M), a partir da plataforma 1/5 do cosmódromo de Baikonur.
Embora tenha sido lançada com sucesso, a sonda não conseguiu deixar a órbita da Terra para seguir viagem à Lua, devido a uma falha no fornecimento de energia ao sistema de controle. Por conta disso, ela foi designada como Kosmos 60, prática comum nos sucessos parciais naquela época. O satélite permaneceu em órbita da Terra durante cinco dias e reentrou na atmosfera da Terra em 17 de março de 1965.